# پی¹ کبوتر
پی¹ کبوتر یک ستاره است که در صورت فلکی کبوتر قرار دارد.